# Spatharios
Los spatharii o spatharioi (en Latín: spatharius; Griego: σπαθάριος, "portador de spatha") eran una clase de guardaespaldas del Imperio Romano Tardío en la corte de Constantinopla durante los siglos V y VI.
Más tarde se convertirían en una dignidad imperial honorífica en el Imperio Bizantino.

## Historia

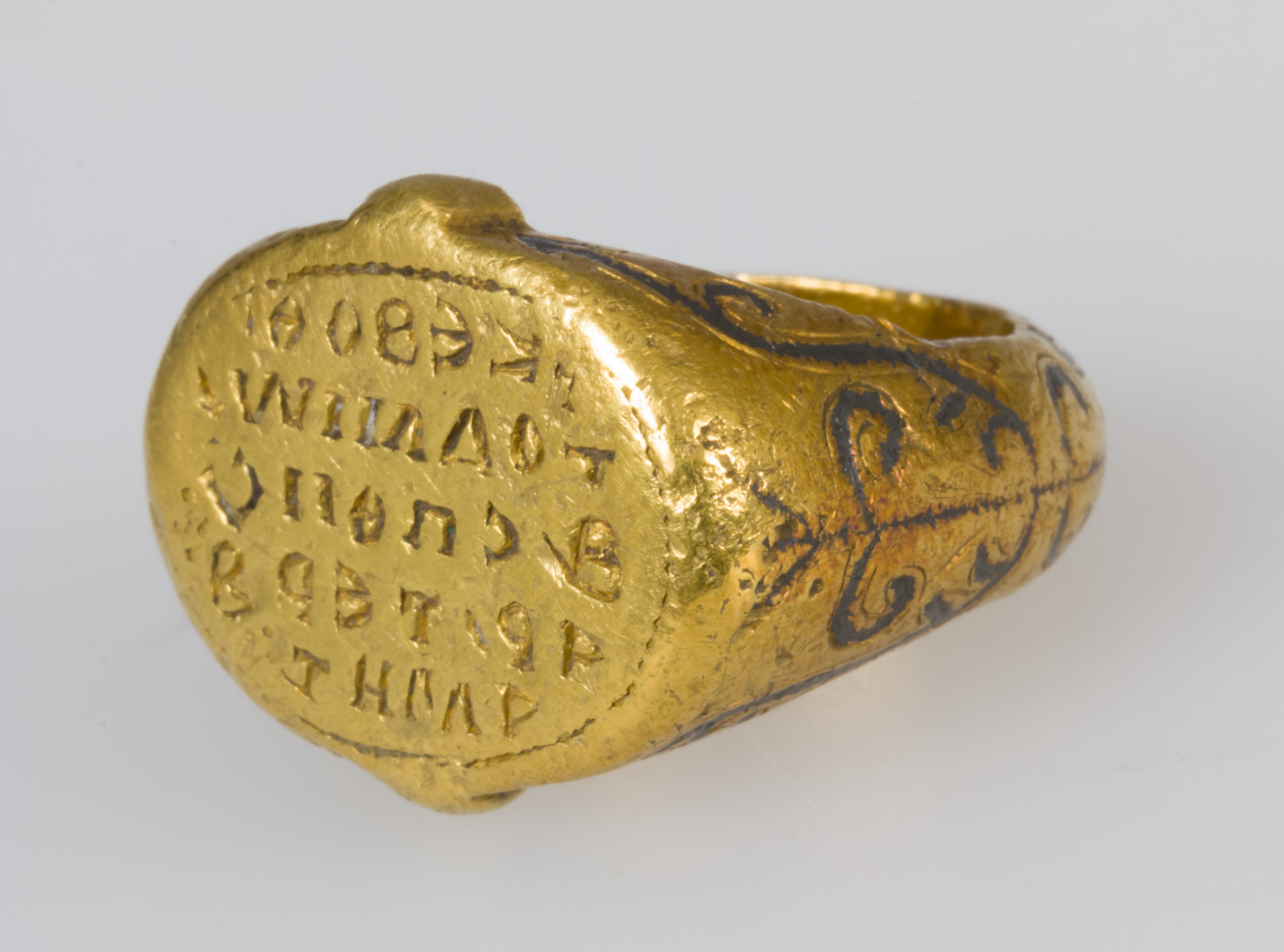
Anillo de oro con sello de Juan, spatharios imperial, siglo X

Originalmente, el término se aplicaba probablemente a los guardaespaldas privados e imperiales. Los originales spatharioi imperiales fueron probablemente o más tarde se convirtieron también en los eunucos cubicularii (en griego: koubikoularioi), miembros del sacrum cubiculum (la "cámara sagrada" imperial) encargados de los deberes militares. Se atestiguan desde el reinado del emperador Teodosio II (r. 408-450), donde el eunuco Crisafio ocupó el puesto. La existencia del título específico de spatharokoubikoularios para los eunucos en el año 532 sugiere probablemente la existencia para entonces de otros spatharioi, no eunucos, en servicio imperial. Los distintos generales y gobernadores provinciales también mantenían militares llamados spatharioi, mientras que los del emperador se distinguían con el prefijo basilikoi ("imperiales"). El oficial que dirigía los spatharioi imperiales llevaba el título prōtospatharios ("primer spatharios"), que se convirtió en una dignidad imperial aparte probablemente a finales del siglo VII.
A principios del siglo VIII, estos títulos habían perdido sus connotaciones militares originales y se convirtieron en títulos honoríficos. El título de spatharios se clasificó inicialmente bastante alto, siendo concedido por ejemplo por el emperador Justiniano II (r. 685-695) a su amigo y futuro emperador León III el Isaurio (r. 717-741). Sin embargo, fue disminuyendo gradualmente y en la Klētorologion de 899, ocupa el séptimo lugar más alto en la jerarquía de rangos para los no eunucos, por encima de los hipatos y por debajo de los spatharokandidatos. Según el Klētorologion, la insignia de la dignidad era una espada con filo de oro. Al mismo tiempo, el término oikeiakos spatharios todavía designaba a un guardaespaldas del oikos imperial ("casa"), a diferencia de los basilikoi spatharioi que ahora eran los titulares de la dignidad honorífica. El término dejó de utilizarse en estos contextos después de 1075 aproximadamente, y cuando Ana Comneno escribió su Alexiada a principios del siglo XII, un spatharios se consideraba completamente insignificante.

## Otros usos
- En la Lex Alemannorum (79.7), un spatharius era un fabricante de espadas.
- En la Moldavia medieval, los Spătar eran los responsables de la espada y maza real, comandantes de la caballería y segundo en el mando tras el voivoda.[6]
- Ælfric de Eynsham usa spatharius para "portadores de espada": "swyrd-bora. Id est, Ensifer."
- En el siglo XII existieron los Milites Ordinis Militaris S. Jacobi de la Spatha una orden honorífica portuguesa conocidos como spatharii.